# 社会貢献者支援団体
公益財団法人社会貢献支援財団（しゃかいこうけんしゃしえんざいだん）とは、1971年（昭和46年）にモーターボート競走法制定20周年を記念して設立された公益財団法人。公益法人制度改革に伴い、2010年9月1日に公益財団法人に移行。
主要な事業として、設立以来、功績が広く知られていない社会貢献者の方たちの表彰と支援を行っている。
その分野は緊急時の人命救助、社会福祉の増進や青少年の育成などへの多年にわたる功労、国際協力、海の環境保護と安全保持、こどもの読書推進など多岐にわたる。
社会貢献者表彰やこども読書推進賞の受賞などを通じ、その功績を広く社会に発信することで社会貢献活動が活性化することにつとめている財団である。